# Supercopa d'Europa de futbol
La Supercopa d'Europa de futbol és una competició organitzada per la UEFA que enfronta als campions de la Lliga de Campions de la UEFA i de la Lliga Europa de la UEFA.
La primera edició fou l'any 1972, i fins a l'any 1999 el rival del campió d'Europa era el campió de la Recopa d'Europa de futbol, la segona competició en importància del moment. Fins a l'any 1997 la final es disputava a doble partit en els estadis dels dos rivals. A partir del 1998 i fins a l'edició del 2012 es disputà a partit únic a l'Estadi Louis II de Mònaco a l'inici de la temporada futbolística. Des de l'edició del 2013 la seu és itinerant.
El club que més cops ha guanyat la competició és el Reial Madrid en 6 ocasions.

## Historial
| Any  | Campió                                                                                   | Resultat                                                                                 | Finalista                                                                                |
| ---- | ---------------------------------------------------------------------------------------- | ---------------------------------------------------------------------------------------- | ---------------------------------------------------------------------------------------- |
| 1972 | AFC Ajax Amsterdam E                                                                     | 3 - 1 / 3 - 2                                                                            | Glasgow Rangers R                                                                        |
| 1973 | AFC Ajax Amsterdam E                                                                     | 0 - 1 / 6 - 0                                                                            | AC Milan R                                                                               |
| 1974 | No es disputà entre Bayern München i FC Magdeburg per motius polítics                    | No es disputà entre Bayern München i FC Magdeburg per motius polítics                    | No es disputà entre Bayern München i FC Magdeburg per motius polítics                    |
| 1975 | Dinamo Kyiv R                                                                            | 1 - 0 / 2 - 0                                                                            | FC Bayern München E                                                                      |
| 1976 | RSC Anderlecht R                                                                         | 1- 2 / 4 - 1                                                                             | FC Bayern München E                                                                      |
| 1977 | Liverpool FC E                                                                           | 1 - 1 / 6 - 0                                                                            | Hamburger SV R                                                                           |
| 1978 | RSC Anderlecht R                                                                         | 3 - 1 / 1 - 2                                                                            | Liverpool FC E                                                                           |
| 1979 | Nottingham Forest E                                                                      | 1 - 0 / 1 - 1                                                                            | FC Barcelona R                                                                           |
| 1980 | València CF R                                                                            | 1 - 2 / 1 - 0                                                                            | Nottingham Forest E                                                                      |
| 1981 | No es disputà entre Liverpool FC i Dinamo Tbilisi per falta de dates                     | No es disputà entre Liverpool FC i Dinamo Tbilisi per falta de dates                     | No es disputà entre Liverpool FC i Dinamo Tbilisi per falta de dates                     |
| 1982 | Aston Villa E                                                                            | 0 - 1 / 3 - 0 pr                                                                         | FC Barcelona R                                                                           |
| 1983 | Aberdeen FC R                                                                            | 0 - 0 / 2 - 0                                                                            | Hamburger SV E                                                                           |
| 1984 | FC Juventus R                                                                            | 2 - 0 (1)                                                                                | Liverpool FC E                                                                           |
| 1985 | No es disputà entre FC Juventus i Everton FC per la sanció de la UEFA als clubs anglesos | No es disputà entre FC Juventus i Everton FC per la sanció de la UEFA als clubs anglesos | No es disputà entre FC Juventus i Everton FC per la sanció de la UEFA als clubs anglesos |
| 1986 | FC Steaua Bucuresti E                                                                    | 1 - 0 (2)                                                                                | Dinamo Kyiv R                                                                            |
| 1987 | FC Porto E                                                                               | 1 - 0 / 1 - 0                                                                            | AFC Ajax Amsterdam R                                                                     |
| 1988 | KV Mechelen R                                                                            | 3 - 0 / 0 - 1                                                                            | PSV Eindhoven E                                                                          |
| 1989 | AC Milan E                                                                               | 1 - 1 / 1 - 0                                                                            | FC Barcelona R                                                                           |
| 1990 | AC Milan E                                                                               | 1 - 1 / 2 - 0                                                                            | Sampdoria UC R                                                                           |
| 1991 | Manchester United FC R                                                                   | 1 - 0 (3)                                                                                | Estrella Roja de Belgrad E                                                               |
| 1992 | FC Barcelona E                                                                           | 1 - 1 / 2 - 1                                                                            | Werder Bremen R                                                                          |
| 1993 | AC Parma R                                                                               | 0 - 1 / 2 - 0 pr                                                                         | AC Milan E (4)                                                                           |
| 1994 | AC Milan E                                                                               | 0 - 0 / 2 - 0                                                                            | Arsenal FC R                                                                             |
| 1995 | AFC Ajax Amsterdam E                                                                     | 1 - 1 / 4 - 0                                                                            | Reial Saragossa R                                                                        |
| 1996 | FC Juventus E                                                                            | 6 - 1 / 3 - 1                                                                            | Paris Saint-Germain FC R                                                                 |
| 1997 | FC Barcelona R                                                                           | 2 - 0 / 1 - 1                                                                            | BV 09 Borussia Dortmund E                                                                |
| 1998 | Chelsea FC R                                                                             | 1 - 0                                                                                    | Reial Madrid E                                                                           |
| 1999 | SS Lazio R                                                                               | 1 - 0                                                                                    | Manchester United FC E                                                                   |
| 2000 | Galatasaray SK U                                                                         | 2 - 1 go                                                                                 | Reial Madrid E                                                                           |
| 2001 | Liverpool FC U                                                                           | 3 - 2                                                                                    | FC Bayern München E                                                                      |
| 2002 | Reial Madrid E                                                                           | 3 - 1                                                                                    | SC Feyenoord U                                                                           |
| 2003 | AC Milan E                                                                               | 1 - 0                                                                                    | FC Porto U                                                                               |
| 2004 | València CF U                                                                            | 2 - 1                                                                                    | FC Porto E                                                                               |
| 2005 | Liverpool FC E                                                                           | 3 - 1 pr                                                                                 | CSKA de Moscou U                                                                         |
| 2006 | Sevilla FC U                                                                             | 3 - 0                                                                                    | FC Barcelona E                                                                           |
| 2007 | AC Milan E                                                                               | 3 - 1                                                                                    | Sevilla FC U                                                                             |
| 2008 | Zenit Sant Petersburg U                                                                  | 2 - 1                                                                                    | Manchester United FC E                                                                   |
| 2009 | FC Barcelona E                                                                           | 1 - 0 pr                                                                                 | FC Xakhtar Donetsk U                                                                     |
| 2010 | Atlètic de Madrid U                                                                      | 2 - 0                                                                                    | Inter de Milà E                                                                          |
| 2011 | FC Barcelona E                                                                           | 2 - 0                                                                                    | FC Porto U                                                                               |
| 2012 | Atlètic de Madrid U                                                                      | 4 - 1                                                                                    | Chelsea FC E                                                                             |
| 2013 | FC Bayern München E                                                                      | 2 - 2 (5 - 4 pn)                                                                         | Chelsea FC U                                                                             |
| 2014 | Reial Madrid E                                                                           | 2 - 0                                                                                    | Sevilla FC U                                                                             |
| 2015 | FC Barcelona E                                                                           | 5 - 4 pr                                                                                 | Sevilla FC U                                                                             |
| 2016 | Reial Madrid E                                                                           | 3 - 2 pr                                                                                 | Sevilla FC U                                                                             |
| 2017 | Reial Madrid E                                                                           | 2 - 1                                                                                    | Manchester United FC U                                                                   |
| 2018 | Atlètic de Madrid U                                                                      | 4 - 2 pr                                                                                 | Reial Madrid E                                                                           |
| 2019 | Liverpool FC E                                                                           | 2 - 2 (5 - 4 pn)                                                                         | Chelsea FC U                                                                             |
| 2020 | FC Bayern München E                                                                      | 2 - 1 pr                                                                                 | Sevilla FC U                                                                             |
| 2021 | Chelsea FC E                                                                             | 1 - 1 (6 - 5 pn)                                                                         | Vila-real FC U                                                                           |
| 2022 | Reial Madrid E                                                                           | 2 - 0                                                                                    | Eintracht Frankfurt U                                                                    |
| 2023 | Manchester City FC E                                                                     | 1 - 1 (5 - 4 pn)                                                                         | Sevilla FC U                                                                             |
| 2024 | Reial Madrid E                                                                           | 2 - 0                                                                                    | Atalanta BC U                                                                            |
| 2025 | Paris Saint-Germain E                                                                    | 2 - 2 (4 - 3 pn)                                                                         | Tottenham Hotspur FC U                                                                   |

E Campió de la Copa d'Europa o de la Lliga de Campions

R Campió de la Recopa d'Europa

U Campió de la Copa de la UEFA o de la Lliga Europa

(1) No es disputà la tornada a Liverpool per falta de dates

(2) Disputat a Mónaco a partit únic per motius polítics

(3) No es disputà la tornada a Belgrad per motius polítics

(4) El Milan disputà la Supercopa per desqualificació de l'Olympique de Marsella

pr pròrroga

go pròrroga i gol d'or 

pn penals

## Palmarès

### Títols per club
| Club                     | Campionats | Subcampionats | Anys campió                        | Anys subcampió                     |
| ------------------------ | ---------- | ------------- | ---------------------------------- | ---------------------------------- |
| Reial Madrid             | 6          | 3             | 2002, 2014, 2016, 2017, 2022, 2024 | 1998, 2000, 2018                   |
| FC Barcelona             | 5          | 4             | 1992, 1997, 2009, 2011, 2015       | 1979, 1982, 1989, 2006             |
| AC Milan                 | 5          | 2             | 1989, 1990, 1994, 2003, 2007       | 1973, 1993                         |
| Liverpool                | 4          | 2             | 1977, 2001, 2005, 2019             | 1978, 1984                         |
| Atlètic de Madrid        | 3          | 0             | 2010, 2012, 2018                   | –                                  |
| Chelsea FC               | 2          | 3             | 1998, 2021                         | 2012, 2013, 2019                   |
| Bayern Múnic             | 2          | 3             | 2013, 2020                         | 1975, 1976, 2001                   |
| Ajax d'Amsterdam         | 2          | 1             | 1973, 1995                         | 1987                               |
| RSC Anderlecht           | 2          | 0             | 1976, 1978                         | –                                  |
| València                 | 2          | 0             | 1980, 2004                         | –                                  |
| Juventus FC              | 2          | 0             | 1984, 1996                         | –                                  |
| Sevilla FC               | 1          | 6             | 2006                               | 2007, 2014, 2015, 2016, 2020, 2023 |
| Porto                    | 1          | 3             | 1987                               | 2003, 2004, 2011                   |
| Manchester United FC     | 1          | 3             | 1991                               | 1999, 2008, 2017                   |
| Dinamo de Kíev           | 1          | 1             | 1975                               | 1986                               |
| Nottingham Forest        | 1          | 1             | 1979                               | 1980                               |
| Paris Saint-Germain      | 1          | 1             | 2025                               | 1996                               |
| Aston Villa              | 1          | 0             | 1982                               | –                                  |
| Aberdeen                 | 1          | 0             | 1983                               | –                                  |
| Steaua Bucarest          | 1          | 0             | 1986                               | –                                  |
| Malines                  | 1          | 0             | 1988                               | –                                  |
| Parma                    | 1          | 0             | 1993                               | –                                  |
| Lazio                    | 1          | 0             | 1999                               | –                                  |
| Galatasaray              | 1          | 0             | 2000                               | –                                  |
| Zenit Sant Petersburg    | 1          | 0             | 2008                               | –                                  |
| Manchester City FC       | 1          | 0             | 2023                               | –                                  |
| Hamburg                  | 0          | 2             | –                                  | 1977, 1983                         |
| PSV Eindhoven            | 0          | 1             | –                                  | 1988                               |
| Sampdoria                | 0          | 1             | –                                  | 1990                               |
| Estrella Roja de Belgrad | 0          | 1             | –                                  | 1991                               |
| Werder Bremen            | 0          | 1             | –                                  | 1992                               |
| Arsenal FC               | 0          | 1             | –                                  | 1994                               |
| Reial Saragossa          | 0          | 1             | –                                  | 1995                               |
| Paris Saint-Germain      | 0          | 1             | –                                  | 1996                               |
| Borussia Dortmund        | 0          | 1             | –                                  | 1997                               |
| Feyenoord Rotterdam      | 0          | 1             | –                                  | 2002                               |
| CSKA Moscou              | 0          | 1             | –                                  | 2005                               |
| FC Xakhtar Donetsk       | 0          | 1             | –                                  | 2009                               |
| FC Internazionale Milano | 0          | 1             | –                                  | 2010                               |
| Vila-real FC             | 0          | 1             | –                                  | 2021                               |
| Eintracht Frankfurt      | 0          | 1             | –                                  | 2022                               |
| Atalanta BC              | 0          | 1             | –                                  | 2024                               |
| Tottenham Hotspur FC     | 0          | 1             | –                                  | 2025                               |

### Títols per país
| País          | Títols | Subcampionats | Clubs guanyadors |
| ------------- | ------ | ------------- | --- |
| Espanya       | 17     | 15            | Reial Madrid (6), FC Barcelona (5), Atlético de Madrid (3), València CF (2), Sevilla FC (1)                          |
| Anglaterra    | 10     | 11            | Liverpool (4), Chelsea FC (2), Manchester United FC (1), Nottingham Forest (1), Aston Villa (1), Manchester City (1) |
| Itàlia        | 9      | 5             | AC Milan (5), Juventus FC (2), Parma (1), SS Lazio (1)                                                               |
| Bèlgica       | 3      | -             | RSC Anderlecht (2), KV Mechelen (1)                                                                                  |
| Alemanya      | 2      | 8             | FC Bayern (2) |
| Països Baixos | 2      | 3             | Ajax d'Amsterdam (2)                                                                                                 |
| Portugal      | 1      | 3             | FC Porto (1) |
| Ucraïna       | 1      | 2             | Dinamo de Kíiv (1)                                                                                                   |
| Rússia        | 1      | 1             | Zenit Sant Petersburg (1)                                                                                            |
| França        | 1      | 1             | Paris Saint-Germain (1)                                                                                              |
| Escòcia       | 1      | -             | Aberdeen (1) |
| Romania       | 1      | -             | Steaua Bucarest (1)                                                                                                  |
| Turquia       | 1      | -             | Galatasaray (1) |
| Sèrbia        | -      | 1             | |